# Toyota RAV4
A Toyota RAV4 egy szabadidő-autó, amelyet a japán Toyota Motor Corporation gyárt 1994 óta. Összesen 5 generációja van.

## Generációi

### XA10 (1994–2000)

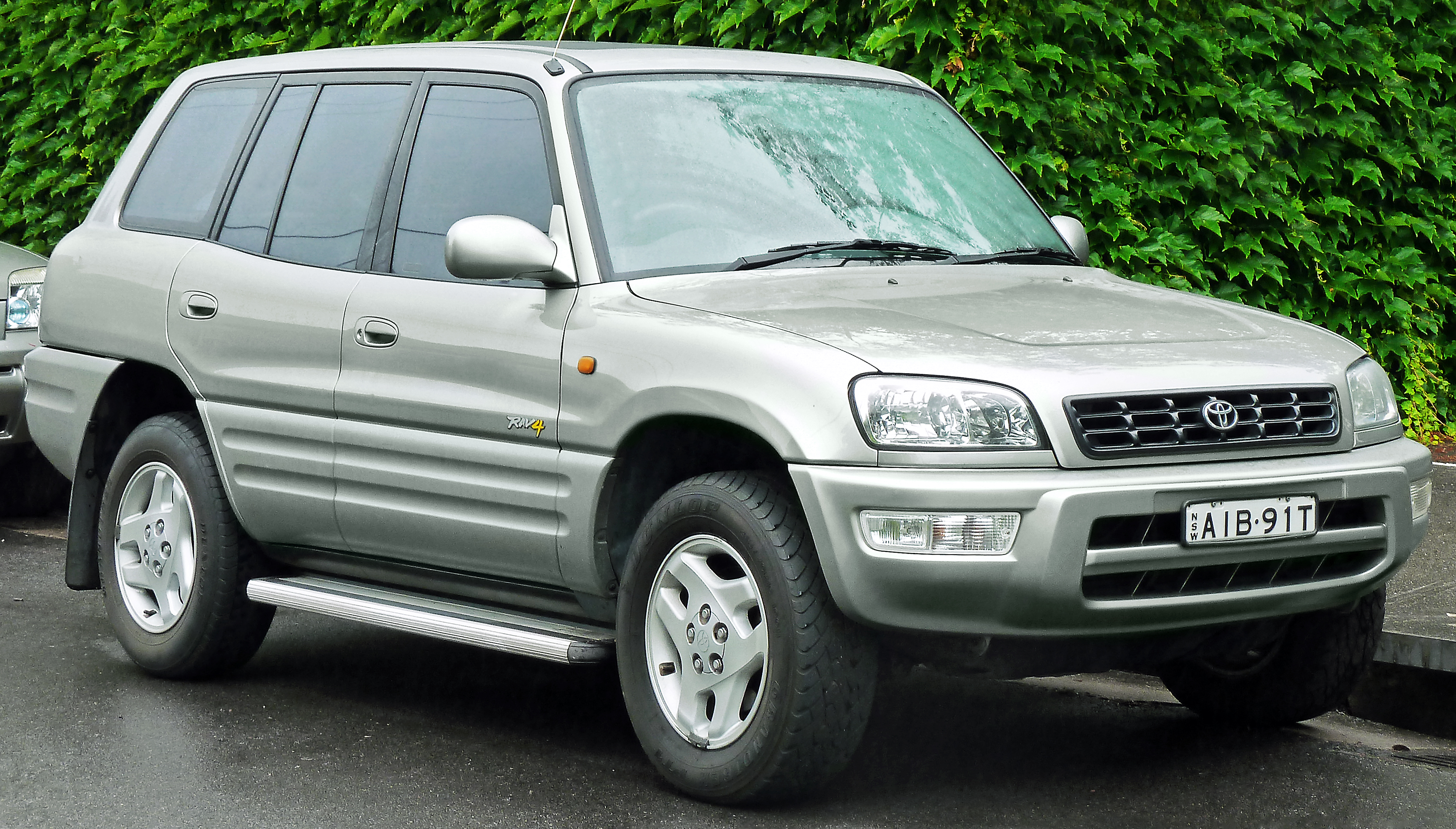
Toyota RAV4 1994–2000

Az XA10 az első generáció. A gyár 1994-től 2000-ig készítette a modelleket.

### XA20 (2000–2005)

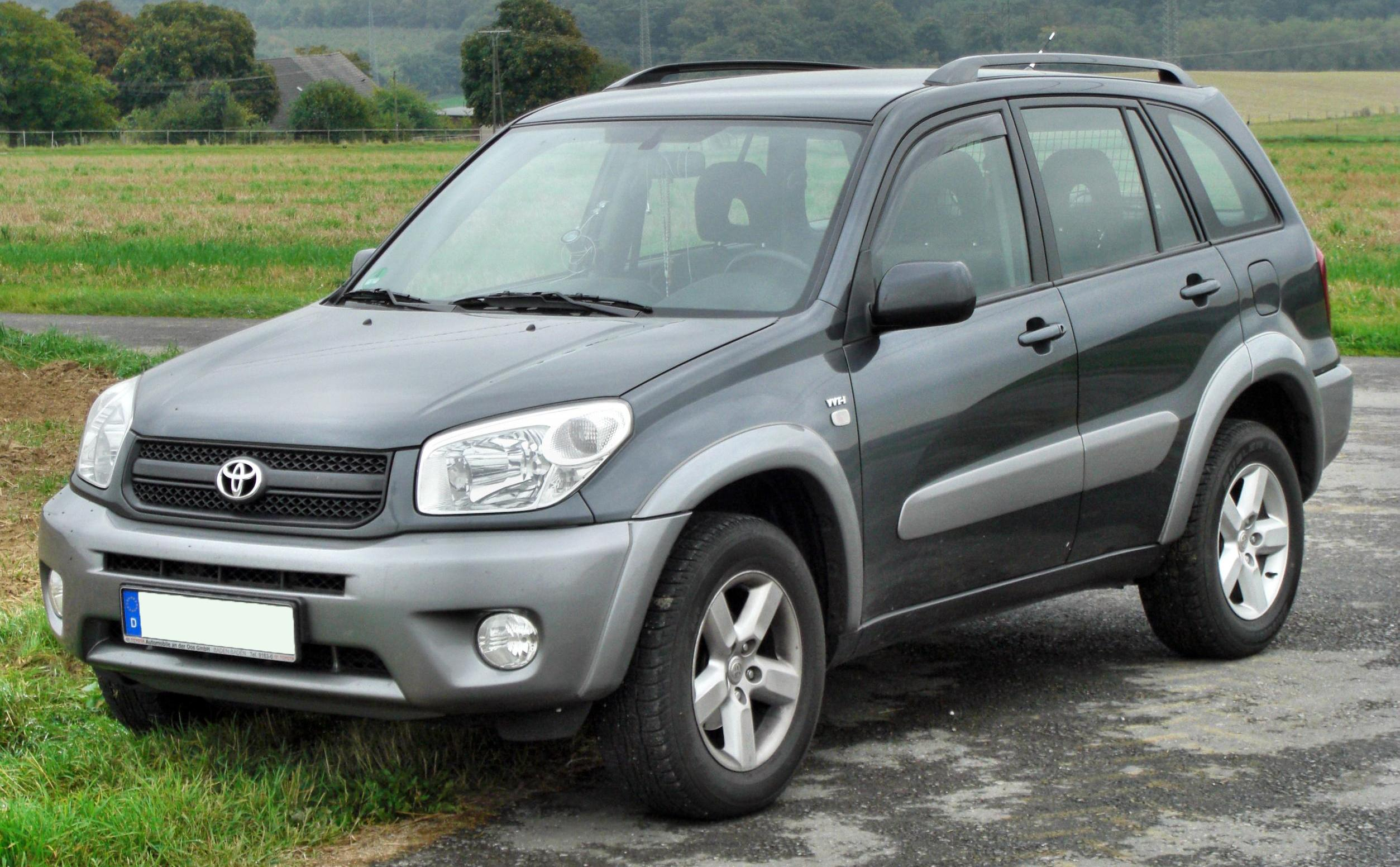
Toyota RAV4 2000–2005

Az XA20 a második generáció. A gyár 2000-től 2005-ig készítette a modelleket.

### XA30 (2005–2013)

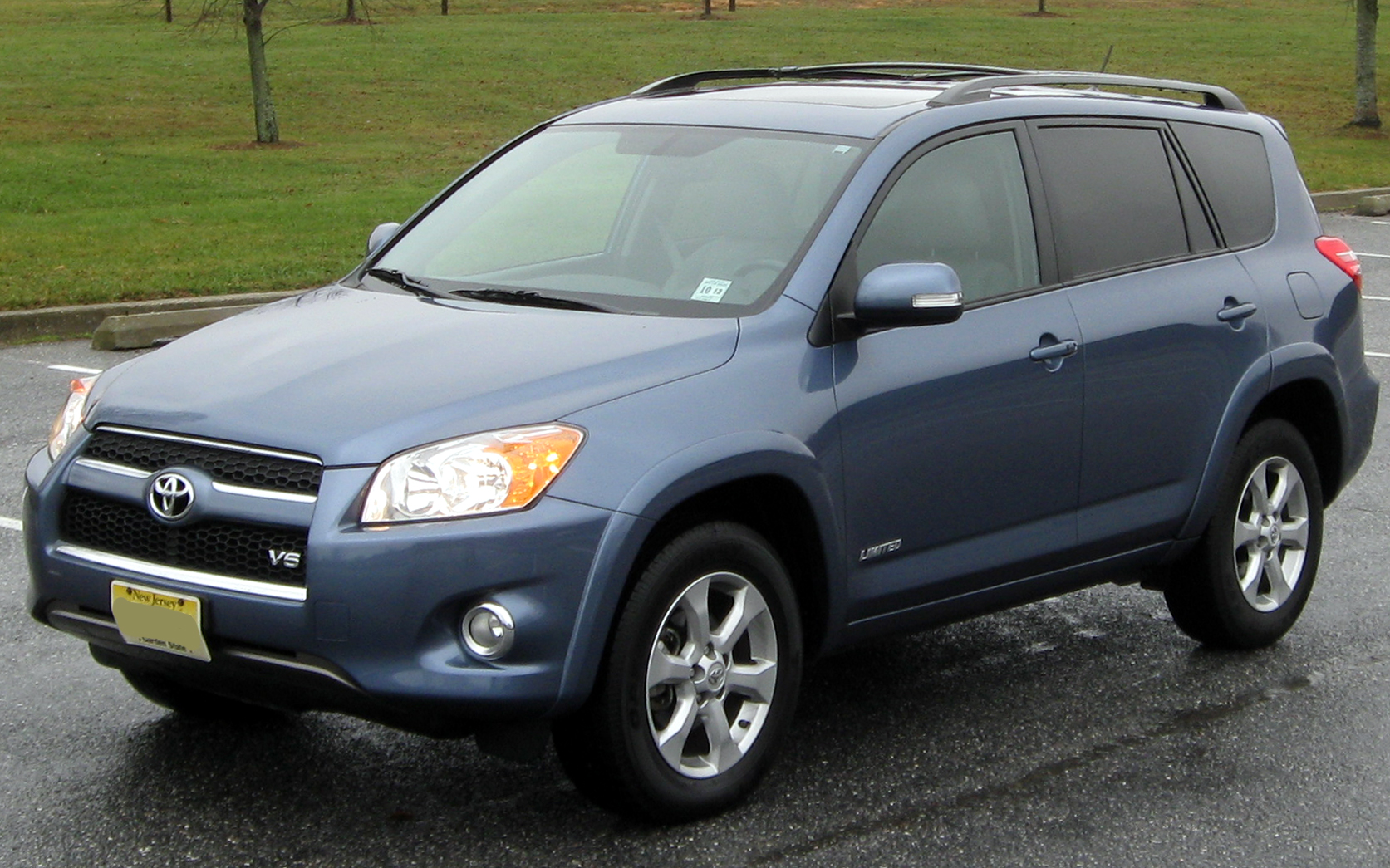
Toyota RAV4 2008–2011

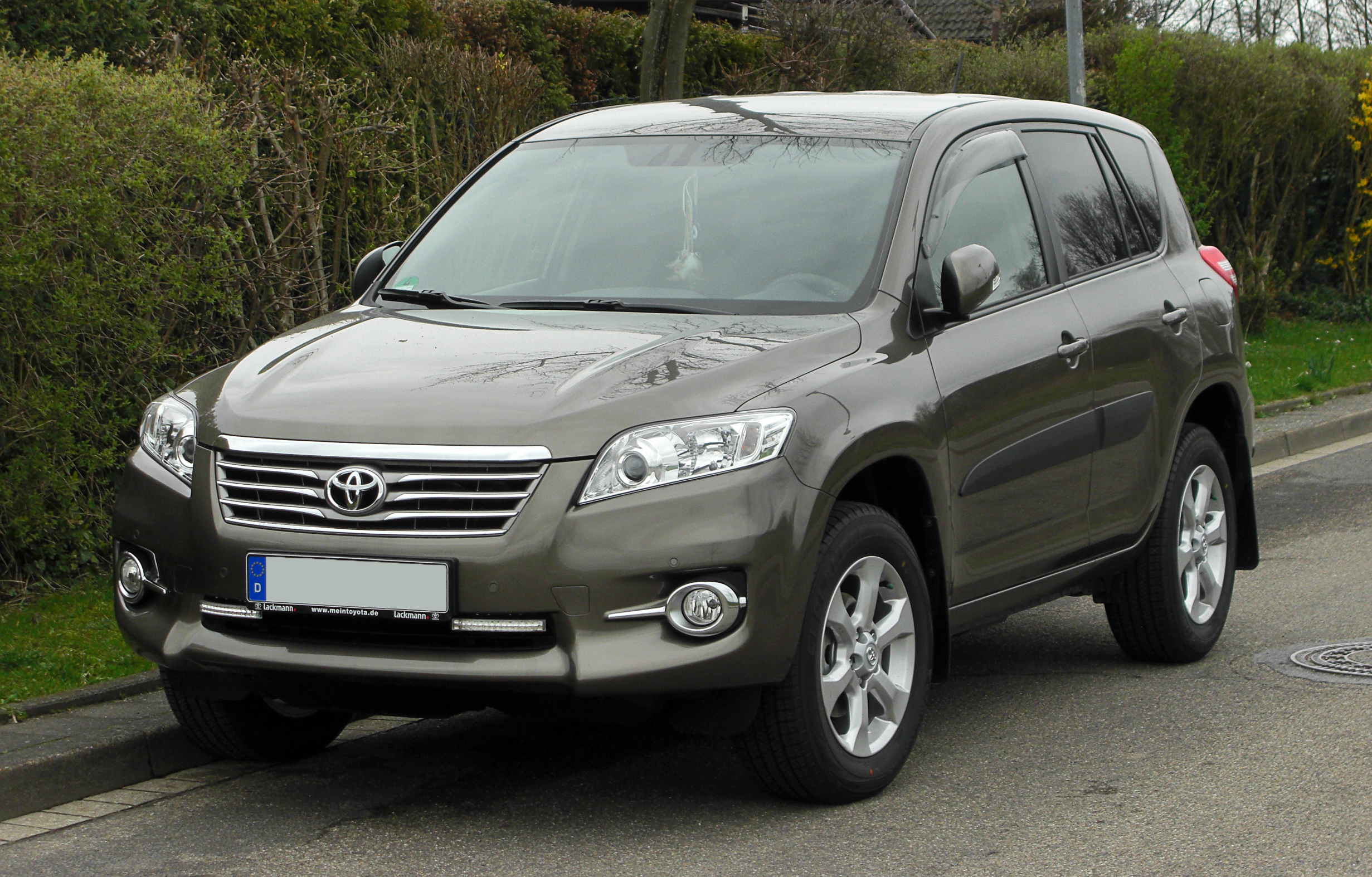
Toyota RAV4 2011–2013

Az XA30 a harmadik generáció. A gyár 2005-től 2013-ig készítette a modelleket.

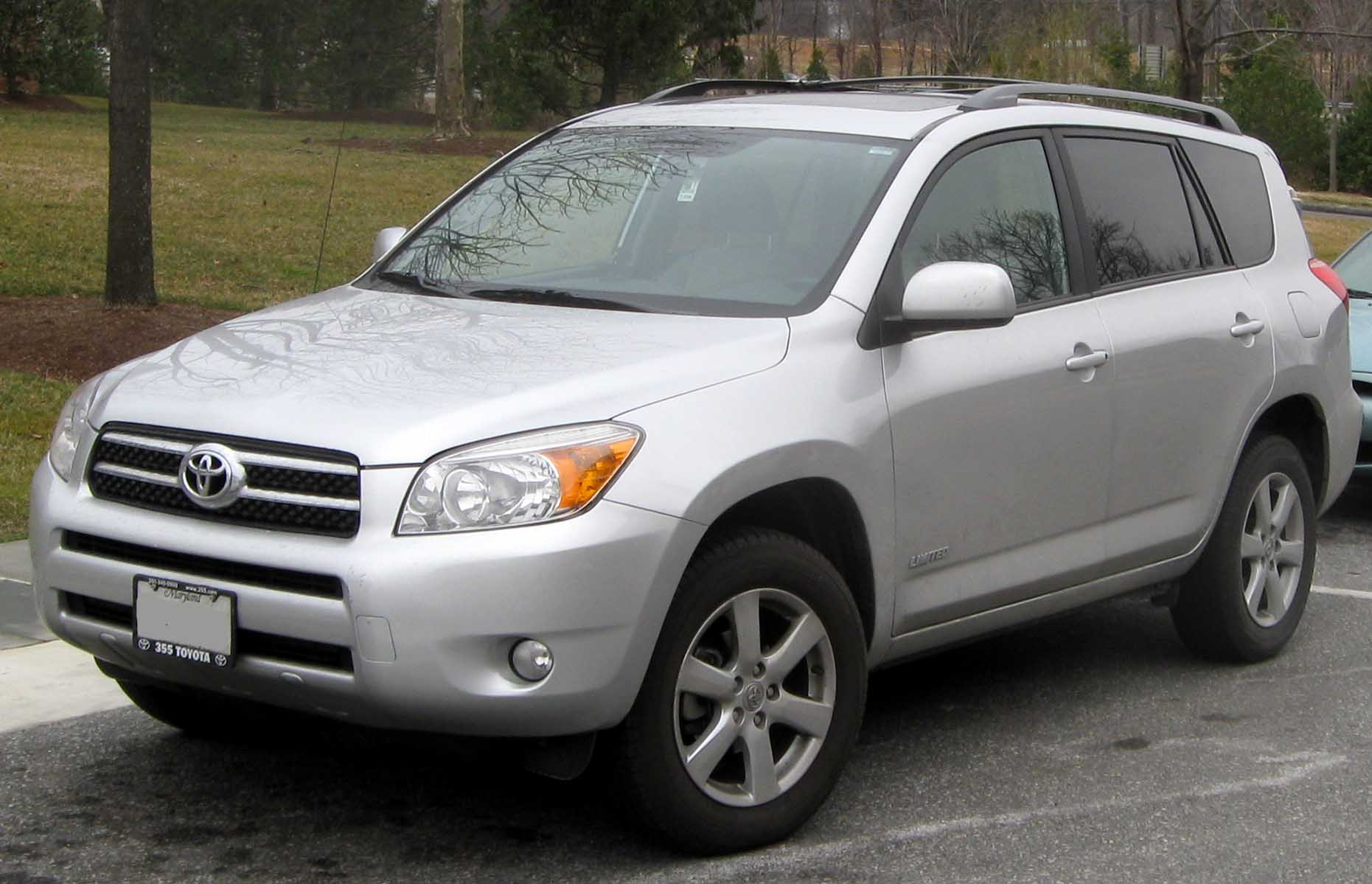
Toyota RAV4 2005–2008

XA30 Pre-facelift (2005–2008)
Az első fázis. A gyár 2005-től 2008-ig készítette a modelleket.
2008 XA30 Facelift (2008–2011)
A második fázis. A gyár 2008-tól 2011-ig készítette a modelleket.
2011 XA30 Facelift (2011–2013)
A harmadik fázis. A gyár 2011-tól 2013-ig készítette a modelleket.

### XA40 (2013–2019)

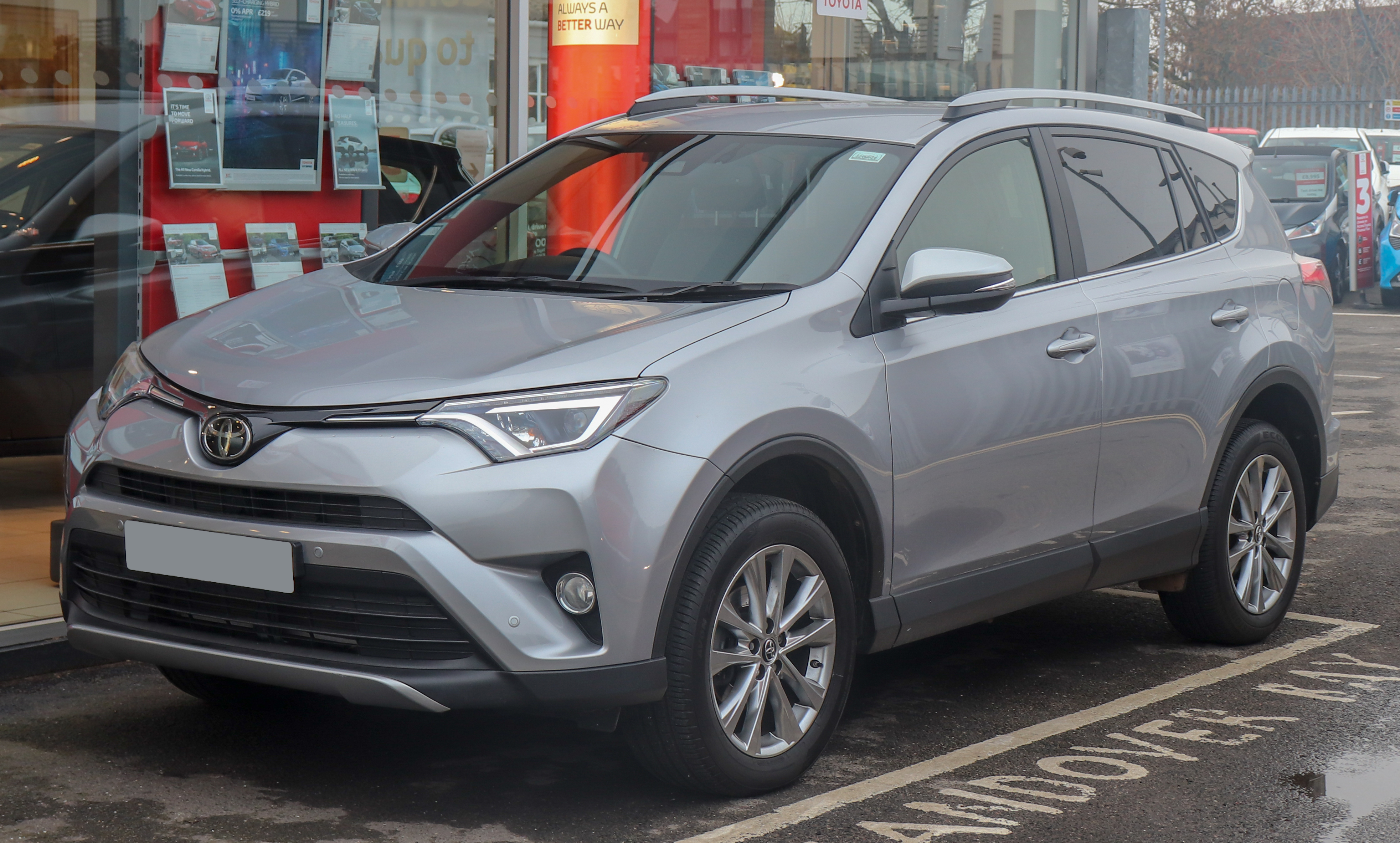
Toyota RAV4 2016–2019

Az XA40 a negyedik generáció. A gyár 2013-tól 2019-ig készítette a modelleket.

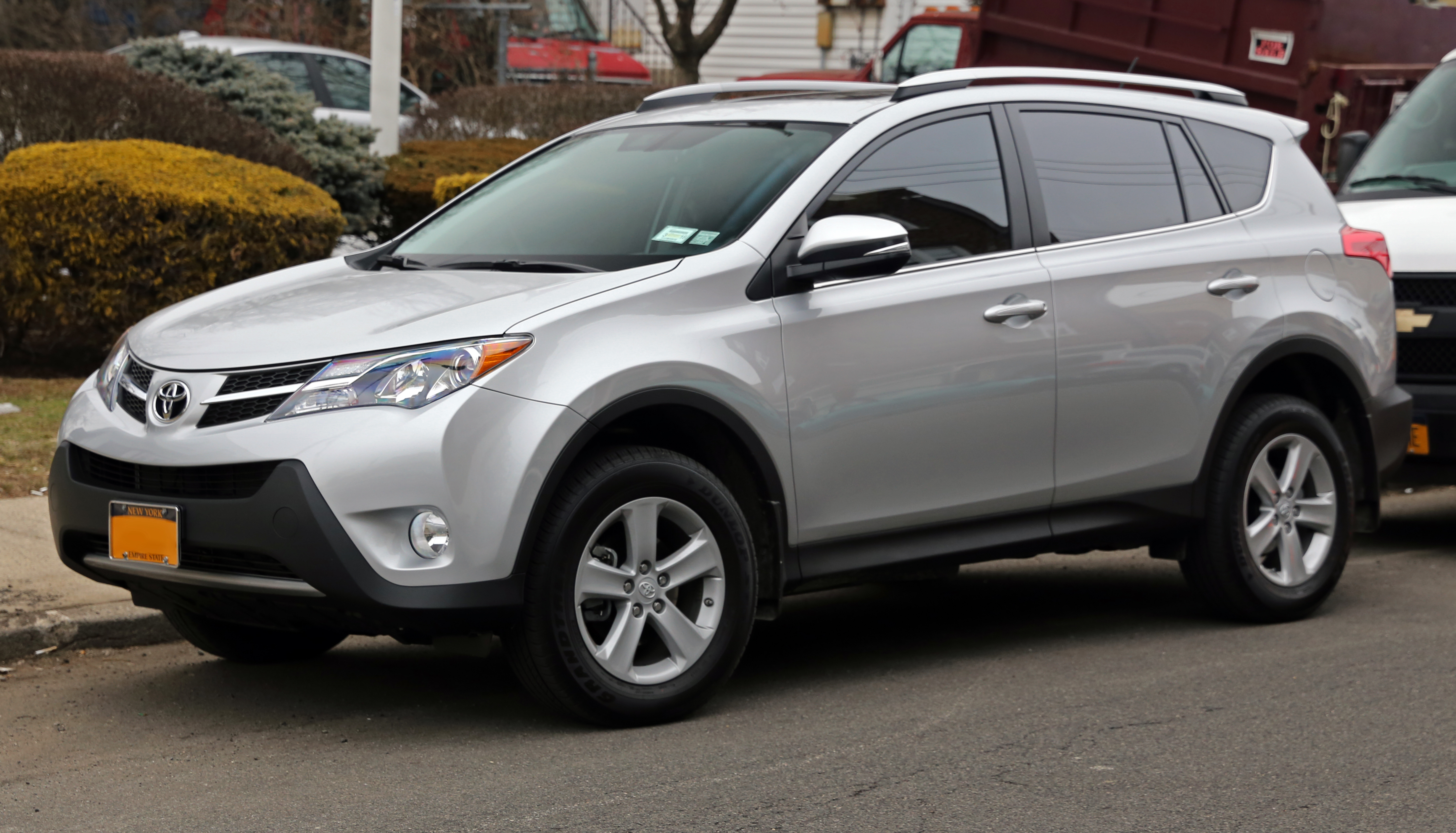
Toyota RAV4 2013–2016

XA40 Pre-Facelift (2013–2016)
Az első fázis. A gyár 2013-től 2016-ig készítette a modelleket.
2016 XA40 Facelift (2016–2019)
A második fázis. A gyár 2016-tól 2019-ig készítette a modelleket.

### XA50 (2019-től)

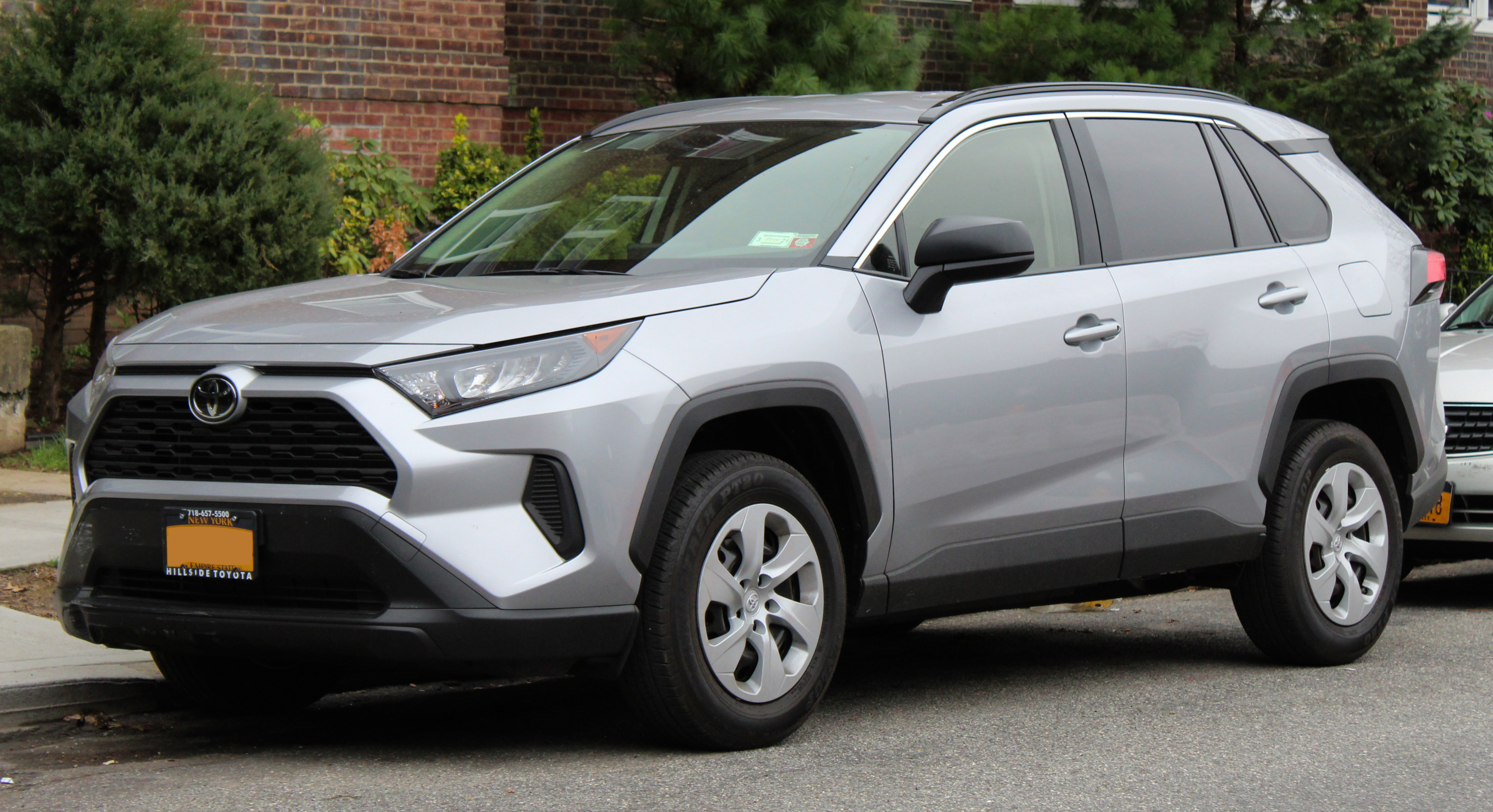
Toyota RAV4 2019-től

Az XA50 az ötödik generáció. A gyár 2019-től készíti a modelleket.

## Fordítás
Ez a szócikk részben vagy egészben  a   Toyota RAV4 című angol Wikipédia-szócikk fordításán alapul.  Az eredeti cikk szerkesztőit annak laptörténete sorolja fel. Ez a jelzés csupán a megfogalmazás eredetét és a szerzői jogokat jelzi, nem szolgál a cikkben szereplő információk forrásmegjelöléseként.